# Кнорре, Евгений Карлович
Евге́ний Ка́рлович Кнорре (1848, Николаев — 1917, Москва) — российский инженер-строитель.

## Биография
Отец — Карл Кнорре — директор морской обсерватории в Николаеве.
Среднее образование Евгений Карлович получил в Берлинской ремесленной школе. В 1870 году окончил Высшую техническую школу в Цюрихском политехникуме в Швейцарии, получив звание «инженер-строитель». Работал техником по кессонным работам на постройке моста через Днепр у Кременчуга. C 1874 года — руководитель сборки и установки металлических пролётных строений при возведении Волжского моста у Батраков (Сызрань).

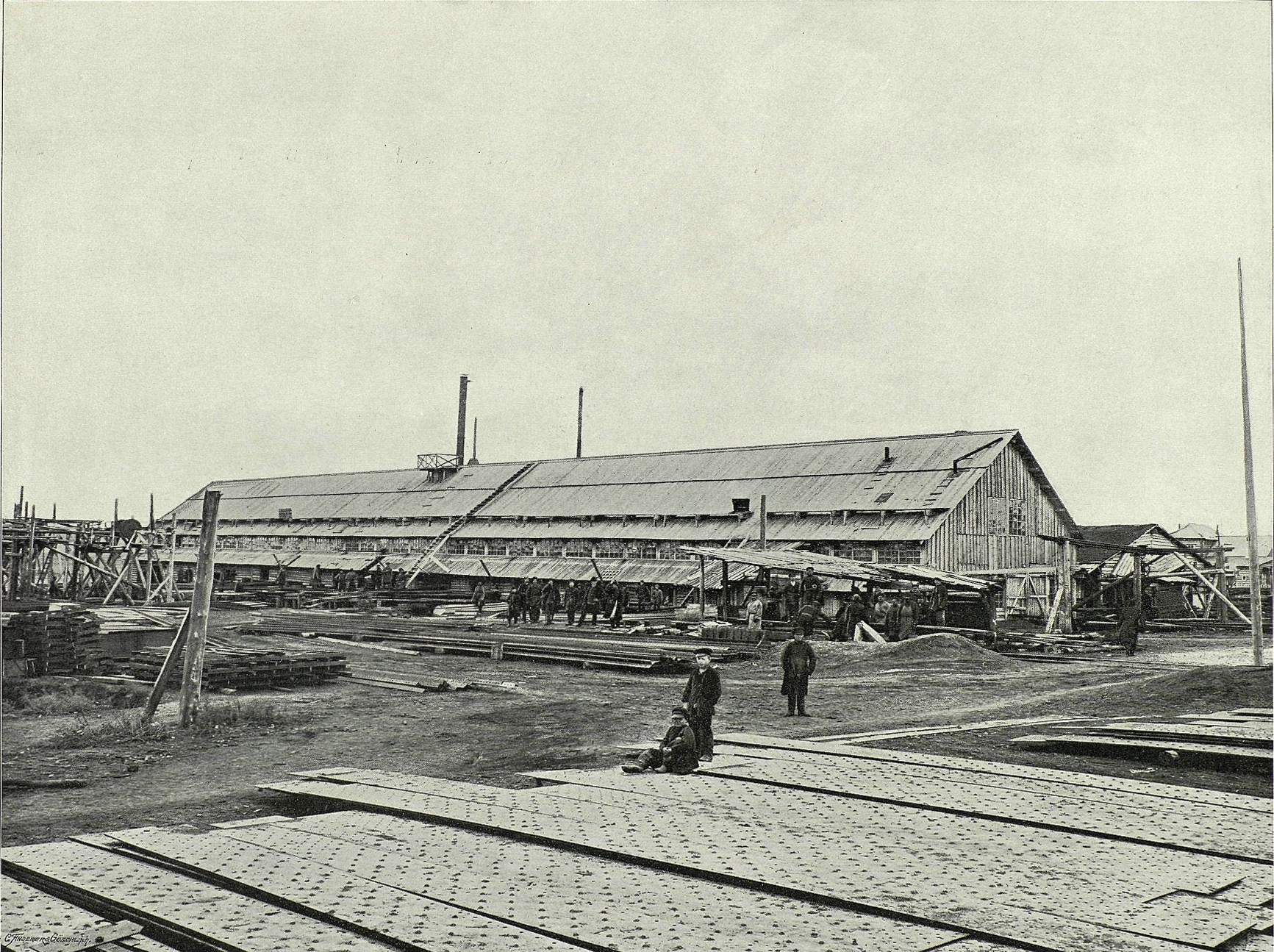
Мастерские Кнорре на левом берегу Томи

С 1894 года назначен руководителем работ по сооружению мостов и других искусственных сооружений на 1789-вёрстной Средне-Сибирской железной дороге (ныне часть Транссибирской магистрали). Мастерские Кнорре располагались на левом берегу Томи близ только что основанного посёлка Юрга и готовили стальные конструкции для мостов через реки Томь, Яя, Кия, Кемчуг, Чулым, Енисей, Кан, Китой, Берёзовку, Большую и Малую Урю, Оку и Белую, а также 34 искусственных сооружения на 89-вёрстной Томской ветви. Оборудование мастерских позволяло обрабатывать до 32 тонн мостового и кессонного железа в сутки, и не ограничиваться им, но и на месте выполнять заказы управления работ по изготовлению лапчатых болтов, стрелок и прочего, что сильно сокращало расходы по доставке конструкций из центральной части России. К 1896 году мастерские состояли из 15 домов для служащих, 62 бараков для рабочих, часовни и лечебницы.
С 1895 по 1899 годы был руководителем работ на возведении железнодорожного моста через Енисей в Красноярске. Модель конструкции была выставлена на Всемирной выставке в Париже в 1900 году и получила золотую медаль.
Разработал оригинальный метод подъёма и шлюзования грунта. Вместе с П. И. Балинским является автором первого проекта создания метрополитена в Москве.
С 1908 года читал лекции студентам Высшего технического училища в Москве.
Умер и похоронен в Москве.